# New Strategic Arms Reduction Treaty

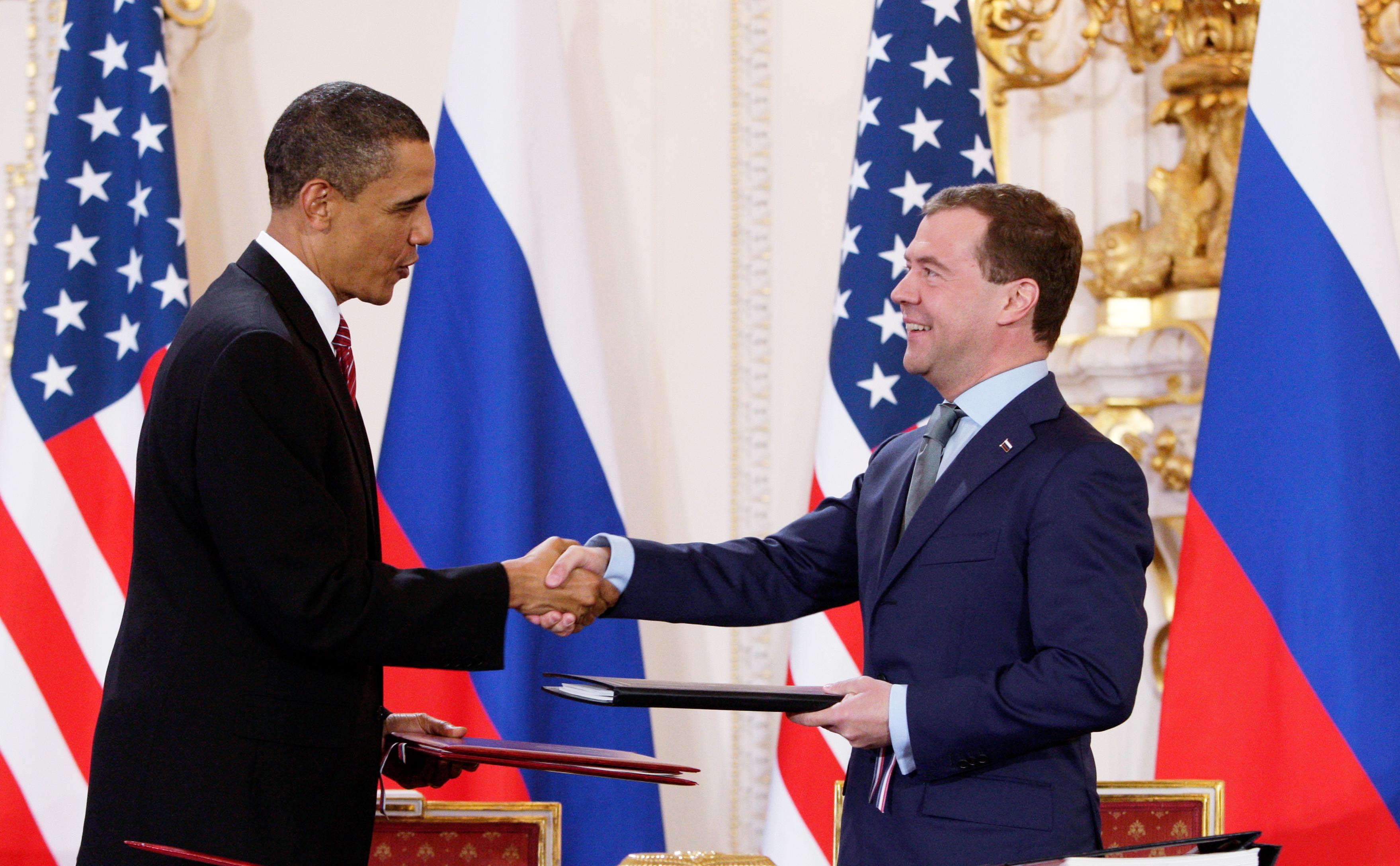
Prezydenci Barack Obama i Dmitrij Miedwiediew podpisujący traktat w Pradze 8 kwietnia 2010

New Strategic Arms Reduction Treaty (ang. New START, ros. СНВ-III) – dwustronny traktat międzynarodowy między Stanami Zjednoczonymi Ameryki a Federacją Rosyjską w sprawie środków zmierzających do dalszej redukcji i ograniczenia zbrojeń strategicznych. Podpisany 8 kwietnia 2010 roku traktat wszedł w życie 5 lutego 2011 roku po ratyfikacji przez strony umowy. Udziału Rosji w traktacie został zawieszony przez Władimira Putina w lutym 2023. 
Zgodnie z postanowieniami traktatu każda ze stron zobowiązała się do ograniczenia liczby swoich głowic nuklearnych dla rozmieszczonych pocisków ICBM i SLBM do łącznie 1550 sztuk. Do limitu tego wlicza się ciężkie samoloty bombowe, gdzie dany samolot uznaje się za jedną głowicę. Umowa ustanowiła także łączny limit 800 rozmieszczonych i nierozmieszczonych wyrzutni pocisków ICBM oraz SLBM, a także ciężkich samolotów bombowych zdolnych do przenoszenia uzbrojenia nuklearnego, przy czym łączna liczba rozmieszczonych wyrzutni ICBM, SLBM oraz ciężkich samolotów bombowych nie może przekroczyć 700. Zgodnie z postanowieniami traktatu, w ciągu siedmiu lat od wejścia umowy w życie, do 5 lutego 2018 roku strony umowy muszą dostosować swój arsenał strategicznej broni nuklearnej do ustanowionych traktatem zagregowanych limitów. Umowa przewidziała weryfikację jej wykonywania przez strony, zachowując w tym celu odpowiednie instrumenty kontroli przewidziane traktatem START I z 1991 roku. W celu zwiększenia przejrzystości wykonania umowy, traktat zakłada także wymianę danych telemetrycznych.
Art. 14 uchyla umowę SORT. Traktat zawarto na 10 lat od chwili wejścia w życie, z możliwością przedłużenia na czas do 5 lat, co wymaga zawarcia osobnego porozumienia. Strony mogą też zastąpić Traktat innym układem. Każda strona może wypowiedzieć Traktat z powodu nadzwyczajnych wydarzeń związanych z przedmiotem  Traktatu zagrażających jej najwyższym interesom, o czym powinna powiadomić przynajmniej na 3 miesiące wcześniej.

## Limity New START
Zgodnie z zapisami nowego traktatu START, każda ze stron musi ograniczyć swoje strategiczne siły jądrowe do limitów przewidzianych traktatem do 5 lutego 2018 roku – w ciągu 7 lat od daty wejścia traktatu w życie. W odróżnieniu od poprzednich traktatów w tym zakresie, każda ze stron może elastycznie dostosowywać strukturę swoich strategicznych sił jądrowych, nie naruszając jednak ogólnych zagregowanych limitów.
Przedstawione poniżej tabele sumują stan amerykańskich i rosyjskich strategicznych sił nuklearnych (nie obejmują taktycznej broni jądrowej, gdyż traktat nie zawiera postanowień w tym zakresie) na dzień podpisania umowy oraz prawdopodobny stan ich posiadania w roku 2018.
Kolumna pierwsza wskazuje dane pochodzące z ostatniej przewidzianej traktatem START I wymiany informacji – liczbę wyrzutni którymi dysponowała każda ze stron w tym czasie. Z uwagi na fakt, że traktat START I liczył każdą wyrzutnię niezależnie od faktu czy jest czynna operacyjnie, czy też nie, ta kolumna wskazuje całkowitą liczbę wyrzutni. W efekcie, START I obejmował także pocisk SLBM Buława, mimo że urządzenie to nie było jeszcze w stanie sprawnie latać w tym czasie. Stan aktualny na dzień podpisania New START wskazuje druga kolumna. Wskazane są w niej operacyjne rozmieszczone wyrzutnie i całkowita liczba dostępnych wyrzutni. W tym miejscu wskazane są więc także na przykład okręty podwodne SSBN, które przechodzą remont, po czym spodziewany jest ich powrót do czynnej służby.
Kolumna trzecia wskazuje prawdopodobną sytuację w zakresie wyrzutni po wypełnieniu limitów narzuconych nowym traktatem START. Podobnie jak w poprzednich kolumnach, wskazana została liczba operacyjnie rozmieszczonych wyrzutni oraz wszystkich wyrzutni dostępnych.
Ostatnia kolumna wskazuje docelową liczbę głowic zgodną z nowym traktatem. Ponieważ zgodnie z aktualna umową każdy samolot bombowy liczony jest jako jedna głowica, rzeczywista całkowita liczba głowic może być znacznie wyższa ponieważ każdy bombowiec może w rzeczywistości przenosić więcej niż jedną głowicę. Przykładowo 76 rosyjskich samolotów bombowych technicznie zdolnych jest do przenoszenia łącznie ponad 800 głowic, podczas gdy traktat liczy jedynie 76, amerykańska flota powietrzna zdolna jest do przeniesienia około 500 ładunków.
|                     | START I lipiec 2009 | Rozmieszczone wyrzutnie 2010 | Rozmieszczone wyrzutnie 2018 | Głowice 2018 |
| ------------------- | ------------------- | ---------------------------- | ---------------------------- | ------------ |
| ICBM                |                     |                              |                              |              |
| SS-25               | 176                 | 171                          |                              |              |
| SS-27 silos         | 50                  | 50                           | 60                           | 60           |
| SS-27 drogowy       | 15                  | 18                           | 27                           | 27           |
| RS-24               |                     |                              | 85                           | 255          |
| SS-19               | 120                 | 70                           |                              |              |
| SS-18               | 104                 | 59                           | 20                           | 200          |
| ICBM ogółem         | 465                 | 367                          | 192                          | 542          |
| SLBM                |                     |                              |                              |              |
| Delta III / SS-N-18 | 6/96                | 4/64                         |                              |              |
| Delta IV / SS-N-23  | 6/96                | 4/64 (6/96)                  | 4/64                         | 256          |
| Typhoon / SS-N-20   | 2/40                | 0/0                          |                              |              |
| Borey / Buława      | 2/36                | 0/0                          | 4/64                         | 384          |
| SLBM ogółem         | 268                 | 128 (164)                    | 128                          | 640          |
| Bombowce            |                     |                              |                              |              |
| Tu-160              | 13                  | 13                           | 13                           | 13           |
| Tu-95MS             | 63                  | 63                           | 63                           | 63           |
| Bombowce ogółem     | 76                  | 76                           | 76                           | 76           |
| Ogółem              | 809                 | 571 (603)                    | 396 (396)                    | 1258         |

|                   | START I lipiec 2009 | Rozmieszczone wyrzutnie 2010 | Rozmieszczone wyrzutnie 2018 | Głowice 2018 |
| ----------------- | ------------------- | ---------------------------- | ---------------------------- | ------------ |
| ICBM              |                     |                              |                              |              |
| Minuteman III     | 500                 | 450                          | 350                          | 350          |
| Peacekeeper       | 50                  | 0                            |                              |              |
| ICBM ogółem       | 550                 | 450                          | 350                          | 350          |
| SLBM              |                     |                              |                              |              |
| Ohio / Trident I  | 4/96                |                              |                              |              |
| Ohio / Trident II | 14/336              | 12/288 (14/336)              | 12/288 (14/336)              | 1152         |
| SLBM ogółem       | 268                 | 288 (336)                    | 288 (336)                    | 1152         |
| Bombowce          |                     |                              |                              |              |
| B-1               | 47                  | 0                            |                              |              |
| B-2               | 18                  | 16 (18)                      | 16 (18)                      | 16           |
| B-52              | 141                 | 44 (93)                      | 32 (93)                      | 32           |
| Bombowce ogółem   | 206                 | 60 (111)                     | 48 (111)                     | 48           |
| Ogółem            | 1188                | 798 (897)                    | 686 (797)                    | 1550         |

## Przedłużenie traktatu
W dniu inauguracji Joe Bidena na urząd prezydenta Stanów Zjednoczonych, Federacja Rosyjska wezwała nową amerykańską administrację do przyjęcia bardziej konstruktywnego podejścia w rozmowach na temat przedłużenia New START.
26 stycznia 2021 Biden i Putin uzgodnili w rozmowie telefonicznej, że przedłużą traktat o kolejne pięć lat. Następnego dnia Duma Państwowa Federacji Rosyjskiej zagłosowała za oficjalnym przedłużeniem traktatu. 3 lutego 2021 sekretarz stanu Antony Blinken ogłosił, że Stany Zjednoczone formalnie zgodziły się na przedłużenie traktatu do 2026.
8 sierpnia 2022 Federacja Rosyjska powiadomiła USA o czasowym zawieszeniu możliwości przeprowadzania przewidzianych traktatem inspekcji broni strategicznych na swoim terytorium.
21 lutego 2023 podczas orędzia prezydenckiego w Zgromadzeniu Federalnym Władimir Putin ogłosił zawieszenie udziału Rosji w traktacie New START, mówiąc, że Rosja nie pozwoli USA i NATO na inspekcję swoich obiektów jądrowych.